# Leon Avdullahu
Leon Avdullahu (Solothurn, 23 febbraio 2004) è un calciatore svizzero, centrocampista dell'Hoffenheim.

## Carriera

### Club
Avdullahu è cresciuto nel settore giovanile del Solothurn e successivamente in quello del Basilea, club con cui ha debuttato il 13 agosto 2023 nell'incontro di Super League perso 2-1 contro il Losanna. Ha segnato il suo primo gol il 16 settembre seguente in Coppa Svizzera contro il Bosporus.

### Nazionale
Ha giocato nelle nazionali giovanili svizzere Under-16, Under-18, Under-19 ed Under-21.

## Statistiche

### Presenze e reti nei club
Statistiche aggiornate al 15 maggio 2024.
| Stagione        | Squadra         | Campionato      | Campionato | Campionato | Coppe nazionali | Coppe nazionali | Coppe nazionali | Coppe continentali | Coppe continentali | Coppe continentali | Altre coppe | Altre coppe | Altre coppe | Totale | Totale | Totale |
| Stagione        | Squadra         | Comp            | Pres       | Reti       | Comp            | Pres            | Reti            | Comp               | Pres               | Reti               | Comp        | Pres        | Reti        | Pres   | Reti   |        |
| --------------- | --------------- | --------------- | ---------- | ---------- | --------------- | --------------- | --------------- | ------------------ | ------------------ | ------------------ | ----------- | ----------- | ----------- | ------ | ------ | ------ |
| 2021-2022       | Basilea U-21    | PL              | 6+1        | 0          |                 | -               | -               |                    | -                  | -                  |             | -           | -           | 7      | 0      |        |
| 2022-2023       | Basilea U-21    | PL              | 25         | 0          |                 | -               | -               |                    | -                  | -                  |             | -           | -           | 25     | 0      |        |
| 2023-2024       | Basilea U-21    | PL              | 3          | 0          |                 | -               | -               |                    | -                  | -                  |             | -           | -           | 3      | 0      |        |
| 2023-2024       | Basilea         | SL              | 26         | 1          | CS              | 4               | 1               | UECL               | 0                  | 0                  |             | -           | -           | 30     | 2      |        |
| Totale carriera | Totale carriera | Totale carriera | 61         | 1          |                 | 4               | 1               |                    | 0                  | 0                  |             | -           | -           | 65     | 2      |        |

## Palmarès
- Campionato svizzero: 1

Basilea: 2024-2025
- Coppa Svizzera: 1

Basilea: 2024-2025